# Euplectrus cairnsensis
Euplectrus cairnsensis är en stekelart som beskrevs av Girault 1913. Euplectrus cairnsensis ingår i släktet Euplectrus och familjen finglanssteklar. Inga underarter finns listade i Catalogue of Life.